# Districtul Dunajská Streda

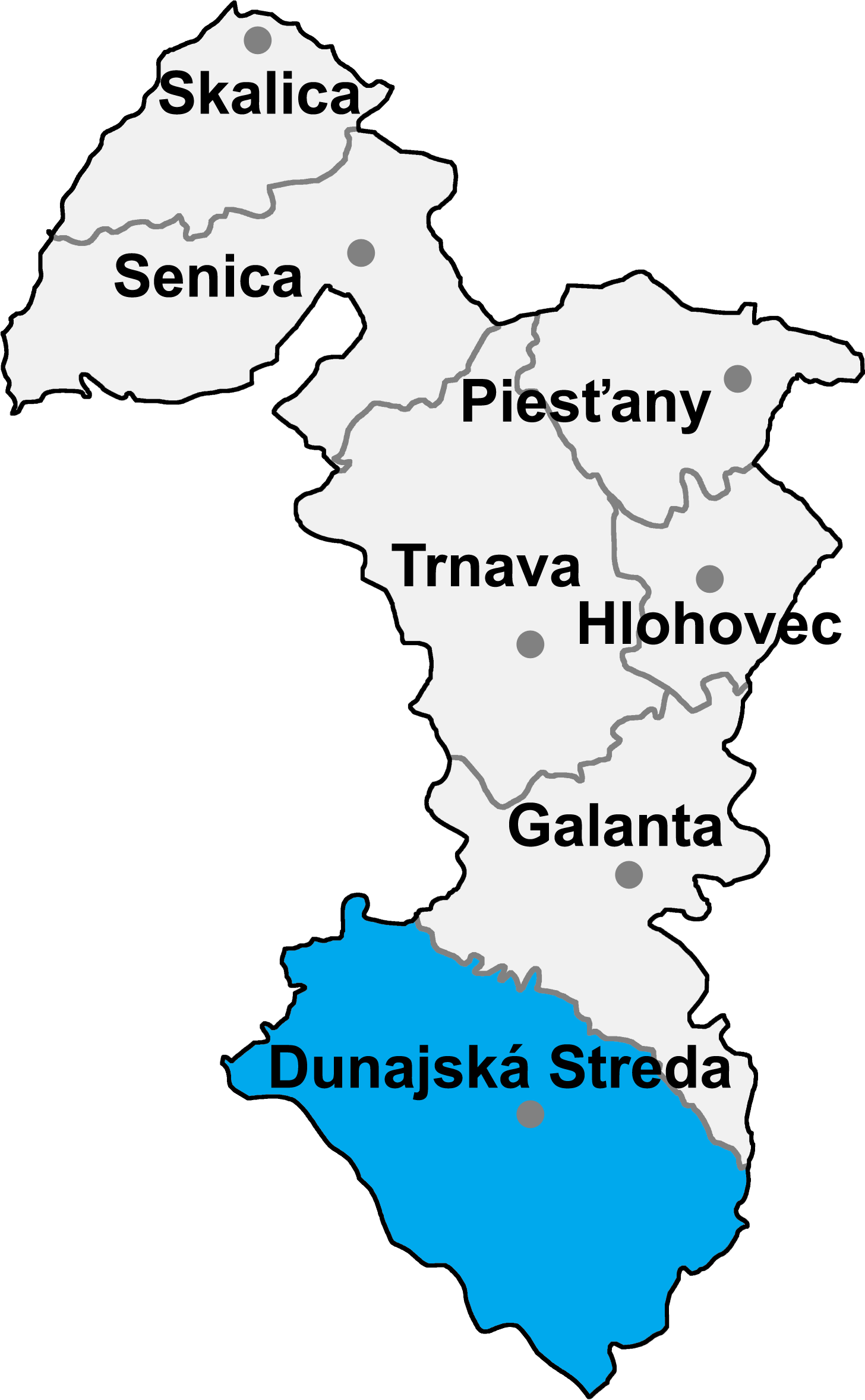
Districtul Dunajská Streda

Districtul Dunajská Streda (okres Dunajská Streda) este un district în Slovacia vestică, în Regiunea Trnava. 

## Demografie
| An:                | 1994    | 2004    | 2014    | 2024    |
| ------------------ | ------- | ------- | ------- | ------- |
| Număr de persoane: | 110.887 | 114.217 | 118.499 | 127.827 |
| Diferență:         |         | +3,00%  | +3,74%  | +7,87%  |

| An:                | 2023    | 2024    |
| ------------------ | ------- | ------- |
| Număr de persoane: | 127.025 | 127.827 |
| Diferență:         |         | +0,63%  |

## Comune
- Báč
- Baka
- Baloň
- Bellova Ves
- Blahová
- Blatná na Ostrove
- Bodíky
- Boheľov
- Čakany
- Čenkovce
- Čiližská Radvaň
- Dobrohošť
- Dolný Bar
- Dolný Štál
- Dunajská Streda
- Dunajský Klátov
- Gabčíkovo
- Holice
- Horná Potôň
- Horné Mýto
- Horný Bar
- Hubice
- Hviezdoslavov
- Jahodná
- Janíky
- Jurová
- Kľúčovec
- Kostolné Kračany
- Kráľovičove Kračany
- Kútniky
- Kvetoslavov
- Kyselica
- Lehnice
- Lúč na Ostrove
- Macov
- Mad
- Malé Dvorníky
- Medveďov
- Mierovo
- Michal na Ostrove
- Nový Život
- Ňárad
- Ohrady
- Okoč
- Oľdza
- Orechová Potôň
- Padáň
- Pataš
- Povoda
- Rohovce
- Sap
- Šamorín
- Štvrtok na Ostrove
- Topoľníky
- Trhová Hradská
- Trnávka
- Trstená na Ostrove
- Veľká Paka
- Veľké Blahovo
- Veľké Dvorníky
- Veľký Meder
- Vieska
- Vojka nad Dunajom
- Vrakúň
- Vydrany
- Zlaté Klasy